# S/2002 N 5
S/2002 N 5 es un satélite irregular prógrado de Neptuno. Fue descubierto el 14 de agosto de 2002 por Matthew Holman, John J. Kavelaars, Tommy Grav y Wesley Fraser utilizando el telescopio Víctor M. Blanco de 4.0 metros en el observatorio Cerro Tololo, Chile. Posterior a su descubrimiento, este satélite se perdió y no fue observado nuevamente hasta que Scott S. Sheppard lo redescubrió el 3 de septiembre de 2021. El descubrimiento de S/2002 N 5 se anunció el 23 de febrero de 2024, después de que se recopilaran observaciones durante un periodo de tiempo suficiente para confirmar la órbita del satélite. S/2002 N 5 orbita a Neptuno a una distancia promedio de más de 23 millones de kilómetros y tarda casi 9 años terrestres en completar su órbita.

## Descubrimiento
S/2002 N 5 fue observado por primera vez el 14 de agosto de 2002 por Matthew Holman y sus colaboradores, durante su búsqueda de satélites irregulares de Neptuno utilizando el telescopio Víctor M. Blanco de 4.0 m en el observatorio Cerro Tololo, Chile. El equipo de Holman pudo detectar este  débil satélite mediante una técnica similar al paneo, en la que tomaron muchas imágenes de telescopios de larga exposición, las alinearon y desplazaron para seguir el movimiento de Neptuno, y luego las sumaron para crear una única imagen profunda que mostraría los satélites neptunianos como puntos de luz contra estrellas y galaxias de fondo. El satélite recibió la designación temporal c02N4 y estaba entre los más débiles de los cinco satélites neptunianos que el equipo de Holman descubrió en su búsqueda, que incluía Halimede, Sao, Laomedeia y Neso. Si bien cuatro de estos satélites fueron reobservados con éxito y posteriormente anunciados, S/2002 N 5 sólo fue reobservado una vez el 3 de septiembre de 2002 por el Very Large Telescope de 8.2 m del Observatorio Europeo Austral. Otros intentos de volver a observar este satélite no tuvieron éxito. Con muy pocas observaciones, la órbita de S/2002 N 5 no pudo ser confirmada y se convirtió en un satélite perdido.
S/2002 N 5 permaneció sin ser observado durante 19 años desde su última observación por parte del equipo de Holman en septiembre de 2002. El 3 de septiembre de 2021, Scott S. Sheppard redescubrió S/2002 N 5 mientras buscaba satélites irregulares de Neptuno con el telescopio Magallanes-Baade de 6.5 m en el observatorio Las Campanas, Chile. Al igual que el equipo de Holman, Sheppard utilizó la técnica de paneo para detectar S/2002 N 5. Desde septiembre de 2021 hasta noviembre de 2023, Sheppard y sus colaboradores realizaron observaciones de seguimiento de S/2002 N 5 utilizando el Telescopio Magallanes-Baade y el telescopio Subaru de 8.2 m en Mauna Kea, Hawái, para determinar la órbita del satélite y asegurarse de que no se volviera a perder nuevamente. Una vez concluidas las observaciones de seguimiento de Sheppard, su equipo pudo vincular el satélite con sus observaciones de descubrimiento originales de 2002. S/2002 N 5 y S/2021 N 1, otro satélite irregular neptuniano descubierto por el equipo de Sheppard, fueron confirmados y anunciados por el Centro de Planetas Menores el 23 de febrero de 2024, lo que elevó el número de satélites conocidos de Neptuno de 14 a 16.

## Órbita
S/2002 N 5 es un satélite irregular de Neptuno, ya que tiene una órbita distante, muy elíptica y muy inclinada. Los satélites irregulares están ligeramente limitados por la gravedad de Neptuno debido a su gran distancia del planeta, por lo que sus órbitas se ven frecuentemente perturbadas por la gravedad del Sol y otros planetas. Esto da como resultado cambios significativos en las órbitas de los satélites irregulares durante cortos períodos de tiempo, por lo que una órbita elíptica kepleriana simple no puede describir con precisión los movimientos orbitales a largo plazo de los satélites irregulares. En cambio, se utilizan elementos orbitales adecuados para describir con mayor precisión las órbitas a largo plazo de satélites irregulares, ya que se calculan promediando la órbita perturbada durante un largo período de tiempo.
Durante un lapso de 800 años, desde 1600 hasta 2400, el semieje mayor o distancia orbital promedio de S/2002 N 5 desde Neptuno es de 23.4 millones de kilómetros, con un período orbital medio de 8.6 años terrestres. S/2002 N 5 tiene una excentricidad orbital promedio de 0.43 y una inclinación orbital promedio de 46.3° con respecto a la eclíptica. Dado que la inclinación orbital de S/2002 N 5 es inferior a 90°, tiene una órbita prógrada, lo que significa que orbita en la misma dirección que la órbita de Neptuno alrededor del Sol. Debido a las perturbaciones, los elementos orbitales de S/2002 N 5 cambian con el tiempo: su semieje mayor puede oscilar entre 23.3 a 23.6 millones de kilómetros, su excentricidad de 0.24 a 0.67 y su inclinación de 37° a 50°. La órbita de S/2002 N 5 exhibe precesión nodal con un período promedio de aproximadamente 3100 años terrestres y precesión apsidal con un período promedio de aproximadamente 2900 años terrestres.
S/2002 N 5 pertenece al grupo de Sao, un cúmulo de distantes satélites irregulares prógrados de Neptuno que incluye a Laomedeia y el homónimo del grupo, Sao. Los satélites de este grupo tienen elementos orbitales agrupados en semiejes mayores entre 22 a 24 millones de kilómetros, excentricidades entre 0.3 y 0.5 e inclinaciones entre 30° y 50°.  Como todos los demás grupos de satélites irregulares, se cree que el grupo de Sao se formó a partir de la destrucción de un satélite más grande capturado debido a impactos de asteroides y cometas, que dejaron muchos fragmentos en órbitas similares alrededor de Neptuno.

## Características físicas
S/2002 N 5 es muy débil, con una magnitud aparente promedio de 25.9, por lo que sólo pudo observarse con imágenes de larga exposición mediante telescopios de gran apertura como el telescopio Subaru. No se sabe nada sobre las propiedades físicas de S/2002 N 5 aparte de su magnitud absoluta de 11.2, que puede usarse para estimar el diámetro de este. Suponiendo un rango de albedo geométrico de 0.04 a 0.10 que es típico de la mayoría de los satélites irregulares, S/2002 N 5 tiene un diámetro de entre 24 a 38 kilómetros.